# Parviz Varjavand
Parviz Varjavand (en persan : پرویز ورجاوند) (né le 5 janvier 1934 à Téhéran et mort le 10 juin 2007  dans la même ville) est un archéologue iranien réputé, qui fut chercheur et professeur à l'université de Téhéran, et une personnalité politique respectée, opposant déterminé au régime issu de la Révolution islamique de 1979.

## Biographie
Après avoir obtenu un mastère en archéologie à l'université de Téhéran, Parviz Varjavand poursuivit ses études à Paris, à la Sorbonne, où il obtint un doctorat en « Restauration des monuments » et en « Architecture classique iranienne. »
Nommé ministre de la Culture dans le gouvernement provisoire de Mehdi Bazargan, formé après la Révolution islamique de 1979, il démissionne après deux mois en dénonçant les actes fanatiques du régime. Il était membre du parti Front national iranien et un opposant déterminé au régime des ayatollahs au pouvoir à Téhéran depuis la Révolution. Il fut l’un des rares opposants à oser prendre la parole contre le régime. Ainsi, il dénonça la fuite en avant du pouvoir de Téhéran sur la question nucléaire.
Parviz Varjavand se battait pour le rétablissement de la démocratie en Iran. Alors qu'il était républicain, il écrivit dans un article publié en août 2006, en tant que porte-parole du Front national iranien, que la démocratie était compatible aussi bien avec une monarchie constitutionnelle qu'avec une République et que la question ne devrait pas être de choisir entre les deux régimes, mais de trouver les moyens de la rétablir. C'était la première fois qu'un républicain exprimait une telle opinion en Iran.
Le professeur Varjavand était par ailleurs très actif dans le domaine de l'héritage culturel et ne ménageait pas ses efforts pour obtenir le classement de Persépolis, de la ziggourat de Chogha zanbil et de la Place Naghsh-e Jahan à Esfahan sur la liste du patrimoine mondial de l'UNESCO.
Il s'est prononcé en 2003 en faveur de la notation du persan en caractères latins à l'aide de la convention Dubire.
Parviz Varjavand est mort d'une crise cardiaque le 10 juin 2007 à l'âge de 73 ans. Ses funérailles, le 12 juin, rassemblèrent une foule immense et recueillie, qui l'accompagna jusqu'à sa dernière demeure, dans un cercueil recouvert du drapeau national porté sur les épaules par un groupe d'hommes, qui se relayèrent jusqu'au lieu de l'inhumation.

## Publications
- Archéologie et art de l'Iran (باستانشناسی و هنر ايران), Vezarat-e Farhang, Téhéran, 1989
- La terre de Qazvin (سرزمين قزوين), Anjoman-e Asar va Mafakher-e Farhangi, Téhéran, 1995
- Progrès et développement sur la base de l'identité culturelle (پيشرفت و توسعه بر بنياد هويت فرهنگی), Sherkat-e Sahami-ye Enteshar, Téhéran, 2000  (ISBN 964-325-038-5)